# Campeonato de Tercera División de Costa Rica 1968
El Campeonato de Fútbol de Tercera División 1968, fue la edición número 45 de Tercera División de Costa Rica en disputarse, organizada por la FEDEFUTBOL.
Este campeonato constó de 63 equipos debidamente inscritos en el Campeonato Nacional de Cantones (Liga Nacional).

## Clubes Inscritos
| Liga Nacional por la Región de Limón | Liga Nacional por la Región de Limón |
| ------------------------------------ | ------------------------------------ |
| 1                                    | Bananeros F.C                        |
| 2                                    | León F.C de Valle La Estrella        |
| 3                                    | Deportivo Estrella Roja              |
| 4                                    | C.S Juan Gobán                       |
| 5                                    | Cieneguita J.R                       |
| 6                                    | Marte F.C                            |
| 7                                    | Harry Jackson Jr.                    |
| 8                                    | Bazar New York                       |

| Liga Nacional por la Región de Caribe | Liga Nacional por la Región de Caribe |
| ------------------------------------- | ------------------------------------- |
| 1                                     | Selección de Guácimo                  |
| 2                                     | Selección de Bataán                   |
| 3                                     | Estrada F.C                           |
| 4                                     | Barcelona                             |
| 5                                     | Selección de Matina                   |
| 6                                     | Huracán                               |

| Liga Nacional por la Región de Cartago | Liga Nacional por la Región de Cartago |
| -------------------------------------- | -------------------------------------- |
| 1                                      | C.S. Once Tigres                       |
| 2                                      | Pacayas F.C                            |
| 3                                      | Juan Viñas F.C                         |
| 4                                      | Tres Ríos F.C                          |
| 5                                      | Selección de Siquirres                 |

| Liga Nacional por la Región de San José | Liga Nacional por la Región de San José |
| --------------------------------------- | --------------------------------------- |
| 1                                       | Club Atlético González Víquez           |
| 2                                       | Pérez Zeledón F.C                       |
| 3                                       | Selección de Curridabat                 |
| 4                                       | U.D. Moravia                            |
| 5                                       | C.S. Guadalupe                          |
| 6                                       | Selección de Montes de Oca              |
| 7                                       | Selección de Tibás                      |
| 8                                       | Selección de Zapote                     |
| 9                                       | Selección de San Miguel de Desamparados |
| 10                                      | Habana F.C de Barrio Cuba               |

| Liga Nacional por la Región de Heredia | Liga Nacional por la Región de Heredia                     |
| -------------------------------------- | ---------------------------------------------------------- |
| 1                                      | Selección de Santo Domingo                                 |
| 2                                      | Selección Centro Social Deportivo Los Piratas de San Pablo |
| 3                                      | Selección de Barva                                         |
| 4                                      | Club Deportivo San Lorenzo de Flores                       |
| 5                                      | Selección Juventud Isidreña                                |
| 6                                      | Selección de La Rivera                                     |
| 7                                      | Caribe F.C                                                 |
| 8                                      | Club Deportivo Once Estrellas del Barreal                  |
| 9                                      | C.S. Barbareño                                             |
| 10                                     | Real Deportivo Rafaeleño                                   |
| 11                                     | Deportivo Milán                                            |

| Liga Nacional por la Región de Alajuela | Liga Nacional por la Región de Alajuela       |
| --------------------------------------- | --------------------------------------------- |
| 1                                       | A.D. Cooperativa Victoria de Grecia           |
| 2                                       | Club Deportivo Cooperativa Victoria de Grecia |
| 3                                       | Selección de San Mateo                        |
| 4                                       | Selección de San Rafael de Ojo de Agua        |
| 5                                       | Municipal Grecia                              |
| 6                                       | Selección de La Laguna                        |
| 7                                       | Selección de Palmares                         |

| Liga Nacional por la Región de Guanacaste | Liga Nacional por la Región de Guanacaste |
| ----------------------------------------- | ----------------------------------------- |
| 1                                         | Selección de Nandayure                    |
| 2                                         | Selección de Liberia                      |
| 3                                         | Selección de Tilarán                      |
| 4                                         | Selección de Cañas                        |
| 5                                         | Selección de Abangares                    |
| 6                                         | Selección de Colorado                     |

| Liga Nacional por la Región de Puntarenas | Liga Nacional por la Región de Puntarenas |
| ----------------------------------------- | ----------------------------------------- |
| 1                                         | Sporting de Puntarenas                    |
| 2                                         | Selección de Jicaral                      |
| 3                                         | Selección de Miramar                      |
| 4                                         | Selección de Esparza                      |
| 5                                         | Selección de Chomes                       |
| 6                                         | Selección de Buenos Aires                 |

| Liga Nacional por la Región Sur | Liga Nacional por la Región Sur |
| ------------------------------- | ------------------------------- |
| 1                               | Chiquita Banana F.C             |
| 2                               | Selección de Golfito            |
| 3                               | Selección de Coto Brus          |
| 4                               | Selección de Osa                |

## Formato del Torneo
Se jugaron dos vueltas, en donde los equipos debían enfrentarse todos contra todos.

## Campeón Monarca de Tercera División de Costa Rica 1968
Fue la Selección de Plaza Víquez, conocido como el Club Atlético González Víquez quien alcanzó el cetro y subió a la segunda división. 

## Ligas Superiores
- Primera División de Costa Rica 1968

- Segunda División de Costa Rica 1968

## Ligas Inferiores
- Campeonato Barrios y Distritos a Nivel Regional
- Terceras Divisiones Independientes (canchas abiertas)

## Torneos
| Predecesor: Campeonato 1967 | Tercera División de Costa Rica Campeonato 1968 | Sucesor: Campeonato 1969 |